# خالد القواسمي
خالد فهد داود القواسمة (وُلد في 25 يونيو 1964 في الخليل) مهندس مدني فلسطيني ووزير سابق.
شغل منصب وزير وزارة الحكم المحلي في الحكومة الفلسطينية التاسعة، والثالثة عشر والرابعة عشر.

## المسيرة الأكاديمية
تلقى تعليمه الأساسي بين الخليل والقاهرة ورام الله، والثانوي من الخليل. حصل على شهادة الدبلوم العالي في الهندسة المدنية من جامعة أوديسا في أوكرانيا عام 1987، وعلى درجة الدكتوراه من نفس الجامعة عام 1997.
عمل محاضرًا غير متفرغ في جامعة القدس في الفترة 2002–2005.

## مناصب
- رئيس لجنة إعادة إعمار الخليل في الفترة 1996–2009.[4]
- انتخب نقيبًا لنقابة المهندسين الفلسطينيين في الضفة الغربية في الفترة 2003–2005.[4]
- عُين في 24 فبراير 2005 وزيرًا للحكم المحلي في الحكومة الفلسطينية التاسعة برئاسة أحمد قريع واستمر حتى 27 مارس 2006.[1]
- عُين في 19 مايو 2009 وزيرًا للحكم المحلي في الحكومة الفلسطينية الثالثة عشر برئاسة سلام فياض واستمر حتى 16 مايو 2012.[2]
- عُين في 16 مايو 2012 وزيرًا للحكم المحلي في الحكومة الفلسطينية الرابعة عشر برئاسة سلام فياض واستمر حتى 6 يونيو 2013.[3]